# كريغ يونغ
كريغ يونغ (بالإنجليزية: Greig Young)‏ (24 ديسمبر 1959 في المملكة المتحدة - ) هو لاعب كرة قدم بريطاني في مركز حراسة المرمى. لعب مع نادي كلايد.

## وصلات خارجية
- كريغ يونغ على موقع قاعدة بيانات كرة القدم.إي يو (الإنجليزية)